# Candyfloss
Candyfloss er en slags spundet sukker, og da candyfloss næsten kun består af luft, serveres det i fyldige portioner. Udover sukker og luft er der ofte farvestof i candyfloss. Det sælges ofte i tivolier eller cirkusser og findes i flere farver som f.eks. hvid, grøn, lyserød og blå, den mest kendte er dog lyserød. Candyfloss er let at fremstille, hvis man har en maskine til det. Man laver candyfloss i en candyfloss-maskine. Man hælder sukker ned i en skål, som sidder i midten af candyfloss-maskinen. Når skålen opvarmes smeltes sukkeret. Når skålen drejes rundt, flyver det flydende sukker gennem nogle små huller. Når sukkeret flyver ud af hullerne køles det ned. Der dannes derved lange sukkertråde. I bowlen, uden om skålen med flydende sukker, samles trådene langs kanten, og stikker man en pind i mellem skålene, sætter sukkertrådene sig fast på pinden, man kan så vælge, hvor stor candyflossen skal være. En candyfloss går i opløsning, hvis man hælder vand på den.